# Omar Alberto Sánchez Cubillos
Omar Alberto Sánchez Cubillos (Cogua, 20 settembre 1963) è un arcivescovo cattolico colombiano, dal 12 ottobre 2020 arcivescovo metropolita di Popayán.

## Biografia

### Formazione e ministero sacerdotale
È entrato nell'Ordine dei Predicatori per la provincia di San Luis Bertrán in Colombia il 7 dicembre 1982. Ha iniziato il suo noviziato il 1º febbraio 1983, ha emesso la prima professione religiosa il 2 febbraio 1984 e quella solenne il 12 febbraio 1989. Ha approfondito la sua formazione filosofica e teologica presso lo Studium Generale dell'Ordine Domenicano in Colombia. È stato ordinato sacerdote il 17 febbraio 1990. Ha proseguito gli studi presso l'Università Santo Tomás di Bogotà, dove si è laureato in filosofia e scienze religiose e successivamente si è specializzato in teologia dogmatica presso la Pontificia università "San Tommaso d'Aquino" di Roma e in management degli istituti di istruzione superiore presso l'Università Santo Tomás di Bogotá. Ha ricoperto il ruolo di priore di diversi conventi monastici, consigliere provinciale e rettore del santuario di Chiquinquirá.

### Ministero episcopale

Stemma da vescovo

L'8 giugno 2011 papa Benedetto XVI lo ha nominato vescovo di Tibú.
Ha ricevuto l'ordinazione episcopale l'8 agosto successivo nella basilica di Chiquinquirá dal vescovo di Magangué Jorge Leonardo Gómez Serna, co-consacranti il nunzio apostolico in Colombia Aldo Cavalli e l'arcivescovo metropolita di Bogotá Rubén Salazar Gómez, (divenuto in seguito cardinale).
Il 14 giugno 2012 ha svolto la visita ad limina.
Il 12 ottobre 2020 papa Francesco lo ha promosso arcivescovo metropolita di Popayán, succedendo al predecessore Luis José Rueda Aparicio, nominato arcivescovo di Bogotà. Ha preso possesso dell'arcidiocesi il successivo 12 dicembre, mentre il 29 giugno 2021 ha ricevuto il pallio dal Santo Padre in piazza san Pietro.
Il 4 luglio 2021 è stato eletto vicepresidente della Conferenza Episcopale della Colombia ed in tale veste è stato ricevuto in udienza papale il 24 marzo 2022. Nel mese di giugno insieme agli altri componenti della conferenza episcopale ha preso parte all'appello partito dall'Amazzonia rivolto a coloro che hanno responsabilità politiche “perché vengano frenate le morti violente, le sparizioni, le minacce, gli sfollamenti, che vedono come principali vittime le comunità indigene, campesine e afrodiscendenti”.

## Genealogia episcopale
La genealogia episcopale è:
- Cardinale Scipione Rebiba
- Cardinale Giulio Antonio Santori
- Cardinale Girolamo Bernerio, O.P.
- Arcivescovo Galeazzo Sanvitale
- Cardinale Ludovico Ludovisi
- Cardinale Luigi Caetani
- Cardinale Ulderico Carpegna
- Cardinale Paluzzo Paluzzi Altieri degli Albertoni
- Papa Benedetto XIII
- Papa Benedetto XIV
- Papa Clemente XIII
- Cardinale Marcantonio Colonna
- Cardinale Giacinto Sigismondo Gerdil, B.
- Cardinale Giulio Maria della Somaglia
- Cardinale Carlo Odescalchi, S.I.
- Cardinale Costantino Patrizi Naro
- Cardinale Lucido Maria Parocchi
- Papa Pio X
- Papa Benedetto XV
- Papa Pio XII
- Cardinale Eugène Tisserant
- Papa Paolo VI
- Arcivescovo Angelo Acerbi
- Vescovo Jorge Leonardo Gómez Serna, O.P.
- Arcivescovo Omar Alberto Sánchez Cubillos, O.P.